# Susanna Huckstep
Susanna Huckstep (pronuncia:  [(h)akstep]; Trieste, 10 giugno 1969) è un'ex modella e showgirl italiana.
Di origine britannica attraverso il padre, è stata eletta Miss Italia a Salsomaggiore Terme nel settembre 1984.

## Biografia
Figlia di Gianni e Marisa Huckstep, nel settembre 1984 è la seconda più giovane vincitrice del concorso di Miss Italia, a soli 15 anni, prima di lei fu eletta Anna Kanakis nel 1977 alla sua stessa età. In seguito prenderà parte anche a Miss Universo 1986, dove ha avuto il titolo di Miss Photogenic.
Dopo aver debuttato accanto a Philippe Leroy nel film per la televisione Baciami strega di Duccio Tessari, iniziò ben presto una promettente carriera come modella: ingaggiata sin dal 1986 dalla nota agenzia The Fashion Model Management di Milano, sfilò in tutto il mondo per stilisti come Versace, Valentino e Armani.
Nel 1987 è protagonista del videoclip di OK Italia di Edoardo Bennato, premiato al Festivalbar di quell'anno come miglior video musicale dell'anno. Nel 1990 posa senza veli per il calendario di Max fotografata da Helmut Newton. Nel 1991 è protagonista di diverse campagne fotografiche di Fabrizio Ferri e Oliviero Toscani e nel 1992 è testimonial del profumo di Versace.
Dopo una pausa per maternità, torna a sfilare e saltuariamente è ospite in vari programmi televisivi. Nel 1999 conduce Tutto sposi con Pippo Baudo e nel 2003 il Tour di 105 per Radio 105. Dal 2005 è testimonial della linea di abbigliamento Bora Nera. Nel marzo 2010 partecipa al programma Rai Soliti ignoti - Identità nascoste.

## Vita privata
Dal 1997 è sposata con l'imprenditore napoletano Pietro Savarese, da cui ha avuto un figlio nel 1999.
Aderisce nel 1992 alla campagna contro l'anoressia nervosa promossa dal fotografo Oliviero Toscani. È amante degli animali e presta la sua immagine alla campagna contro l'abbandono dei cani nel 2005.

## Filmografia
- Squillo, regia di Carlo Vanzina (1996)
- Panarea regia di Pipolo (1997)

## Pubblicità
- Pierre Cardin (1992)
- Concorso "Wind vinci in partenza" (2000)
- Parco divertimenti Gardaland e Parah costumi da bagno (2003)